# Hockey sur glace aux Jeux olympiques de 1994
Navigation
Albertville 1992 Nagano 1998
Le tournoi de hockey sur glace des Jeux olympiques d'hiver de 1994 de Lillehammer s'est déroulé du 12 au 27 février et fut remporté par l'équipe de Suède.
Il s'agit de la dernière édition des Jeux sans la participation des femmes aux compétitions de hockey sur glace. C'est également la première participation de la Russie, de la Slovaquie et de la République tchèque.

## Qualification pour les Jeux olympiques
Au mois d'août et de septembre 1993, pour la première fois un tournoi de qualifications est organisées pour déterminer quelle sera la douzième nation à jouer les Jeux, les onze premières nations étant les onze meilleures équipes du championnat du monde 1993.
Pays qualifiés pour la compétition :
| - Norvège (hôte - 11e groupe A) - Russie (1er groupe A) - Suède (2e groupe A) - Tchéquie (3e groupe A) - Canada (4e groupe A) - Allemagne (5e groupe A) | - États-Unis (6e groupe A) - Finlande (7e groupe A) - Italie (8e groupe A) - Autriche (9e groupe A) - France (10e groupe A) - Slovaquie (Qualification) |

## Premier tour

### Groupe A
| Équipes   | PJ | V | N | D | BP | BC | PTS |
| --------- | -- | - | - | - | -- | -- | --- |
| Finlande  | 5  | 5 | 0 | 0 | 25 | 4  | 10  |
| Allemagne | 5  | 3 | 0 | 2 | 11 | 14 | 6   |
| Tchéquie  | 5  | 3 | 0 | 2 | 16 | 11 | 6   |
| Russie    | 5  | 3 | 0 | 2 | 20 | 14 | 6   |
| Autriche  | 5  | 1 | 0 | 4 | 13 | 28 | 2   |
| Norvège   | 5  | 0 | 0 | 5 | 5  | 19 | 0   |

### Groupe B
| Équipes    | PJ | V | N | D | BP | BC | PTS |
| ---------- | -- | - | - | - | -- | -- | --- |
| Slovaquie  | 5  | 3 | 2 | 0 | 26 | 14 | 8   |
| Canada     | 5  | 3 | 1 | 1 | 17 | 11 | 7   |
| Suède      | 5  | 3 | 1 | 1 | 23 | 13 | 7   |
| États-Unis | 5  | 1 | 3 | 1 | 21 | 17 | 5   |
| Italie     | 5  | 1 | 0 | 4 | 15 | 31 | 2   |
| France     | 5  | 0 | 1 | 4 | 11 | 27 | 1   |

## Phase finale

### Arbre de la médaille d'or
|  | Quarts de finale | Quarts de finale |          |          | Demi-finales       | Demi-finales |  |  | Médaille d'or | Médaille d'or |
|  | Quarts de finale | Quarts de finale |          |          | Demi-finales       | Demi-finales |  |  | Médaille d'or | Médaille d'or |
|  |                  |                  |          |          |                    |              |  |  |               |               |
|  |                  |                  |          |          |                    |              |  |  |               |               |
|  |                  |                  |          |          |                    |              |  |  |               |               |
|  | Finlande         | 6                |          |          |                    |              |  |  |               |               |
|  | Finlande         | 6                |          |          |                    |              |  |  |               |               |
|  | États-Unis       | 1                |          |          |                    |              |  |  |               |               |
|  | États-Unis       | 1                | Finlande | 3        |                    |              |  |  |               |               |
|  |                  |                  | Finlande | 3        |                    |              |  |  |               |               |
|  |                  | Canada           | 5        |          |                    |              |  |  |               |               |
|  | Canada PR        | Canada           | 5        | 3        |                    |              |  |  |               |               |
|  | Canada PR        |                  |          | 3        |                    |              |  |  |               |               |
|  | Tchéquie         | 2                |          |          |                    |              |  |  |               |               |
|  | Tchéquie         | 2                | Canada   | 2        |                    |              |  |  |               |               |
|  |                  |                  | Canada   | 2        |                    |              |  |  |               |               |
|  |                  | Suède TF         | 3        |          |                    |              |  |  |               |               |
|  | Slovaquie        | Suède TF         | 3        | 2        |                    |              |  |  |               |               |
|  | Slovaquie        |                  |          | 2        |                    |              |  |  |               |               |
|  | Russie PR        | 3                |          |          |                    |              |  |  |               |               |
|  | Russie PR        | 3                | Russie   | 3        |                    |              |  |  |               |               |
|  |                  |                  | Russie   | 3        | Médaille de bronze |              |  |  |               |               |
|  |                  | Suède            | 4        |          |                    |              |  |  |               |               |
|  | Allemagne        | Suède            | 4        | 0        |                    |              |  |  |               |               |
|  | Allemagne        |                  |          | 0        |                    |              |  |  |               |               |
|  | Suède            | 3                |          | Finlande | 4                  |              |  |  |               |               |
|  | Suède            | 3                |          | Finlande | 4                  |              |  |  |               |               |
|  |                  |                  |          |          |                    |              |  |  | Russie        | 0             |
|  |                  |                  |          |          |                    |              |  |  | Russie        | 0             |

### Finale
Les deux équipes se neutralisent deux buts partout dans le temps réglementaire puis dans la prolongation et une phase de tirs de fusillade est alors nécessaire pour sacrer le champion olympique. Petr Nedvěd et Paul Kariya répondent  à Magnus Svensson et à Peter Forsberg pour porter le score à 2-2 au cours de la première phase de cinq tirs. Svensson et Nedvěd manquent leur deuxième tentative mais Peter Forsberg trompe Corey Hirsch pour permettre à son équipe de prendre le large 3-2. Tommy Salo offre le titre à son équipe en arrêtant le tir de Kariya. L'image de Forsberg inscrivant le but de la victoire sera par la suite imprimé sur des timbres, il est le premier joueur de hockey suédois à avoir cet honneur.
Séance de tir de fusillade
|        | Gardien de but | Tireur     | Score |
| ------ | -------------- | ---------- | ----- |
| Canada | Salo           | Nedvěd     | 1-0   |
| Suède  | Hirsch         | Håkan Loob | 1-0   |
| Canada | Salo           | Kariya     | 2-0   |
| Suède  | Hirsch         | Svensson   | 2-1   |
| Canada | Salo           | Norris     | 2-1   |
| Suède  | Hirsch         | Näslund    | 2-1   |
| Canada | Salo           | Parks      | 2-1   |
| Suède  | Hirsch         | Forsberg   | 2-2   |
| Canada | Salo           | Johnson    | 2-2   |
| Suède  | Hirsch         | Hansson    | 2-2   |
| Canada | Salo           | Svensson   | 2-2   |
| Suède  | Hirsch         | Nedvěd     | 2-2   |
| Canada | Salo           | Forsberg   | 3-2   |
| Suède  | Hirsch         | Kariya     | 3-2   |

### Phases de classement

#### Phase pour la neuvième place
|  | Tour de consolation | Tour de consolation |           |   | 9e place   | 9e place   |
|  | Tour de consolation | Tour de consolation |           |   | 9e place   | 9e place   |
|  |                     |                     |           |   |            |            |
|  | 22 février          | 22 février          |           |   | 24 février | 24 février |
|  | 22 février          | 22 février          |           |   | 24 février | 24 février |
|  | France TF           | 5                   |           |   | 24 février | 24 février |
|  | France TF           | 5                   |           |   | 24 février | 24 février |
|  | Autriche            | 4                   |           |   | 24 février | 24 février |
|  | Autriche            | 4                   | France    | 2 |            |            |
|  | 22 février          |                     | France    | 2 |            |            |
|  |                     | Italie              | 3         |   |            |            |
|  | Norvège             | Italie              | 3         | 3 |            |            |
|  | Norvège             |                     |           | 3 |            |            |
|  | Italie              | 6                   |           |   |            |            |
|  | Italie              | 6                   | 11e place |   |            |            |
|  |                     |                     |           |   |            |            |
|  | 24 février          |                     |           |   |            |            |
|  |                     |                     |           |   |            |            |
|  | Norvège             | 3                   |           |   |            |            |
|  | Norvège             | 3                   |           |   |            |            |
|  | Autriche            | 1                   |           |   |            |            |
|  | Autriche            | 1                   |           |   |            |            |

#### Phase pour la cinquième place
|  | Tour de consolation | Tour de consolation |          |   | 5e place   | 5e place   |
|  | Tour de consolation | Tour de consolation |          |   | 5e place   | 5e place   |
|  |                     |                     |          |   |            |            |
|  | 24 février          | 24 février          |          |   | 26 février | 26 février |
|  | 24 février          | 24 février          |          |   | 26 février | 26 février |
|  | Tchéquie            | 5                   |          |   | 26 février | 26 février |
|  | Tchéquie            | 5                   |          |   | 26 février | 26 février |
|  | États-Unis          | 3                   |          |   | 26 février | 26 février |
|  | États-Unis          | 3                   | Tchéquie | 7 |            |            |
|  | 24 février          |                     | Tchéquie | 7 |            |            |
|  |                     | Slovaquie           | 1        |   |            |            |
|  | Slovaquie PR        | Slovaquie           | 1        | 6 |            |            |
|  | Slovaquie PR        |                     |          | 6 |            |            |
|  | Allemagne           | 5                   |          |   |            |            |
|  | Allemagne           | 5                   | 7e place |   |            |            |
|  |                     |                     |          |   |            |            |
|  | 26 février          |                     |          |   |            |            |
|  |                     |                     |          |   |            |            |
|  | Allemagne           | 4                   |          |   |            |            |
|  | Allemagne           | 4                   |          |   |            |            |
|  | États-Unis          | 3                   |          |   |            |            |
|  | États-Unis          | 3                   |          |   |            |            |

## Classement final

### Classement des équipes
| Place                               | Équipe     |
| ----------------------------------- | ---------- |
| Médaille d'or, Jeux olympiques      | Suède      |
| Médaille d'argent, Jeux olympiques  | Canada     |
| Médaille de bronze, Jeux olympiques | Finlande   |
| 4                                   | Russie     |
| 5                                   | Tchéquie   |
| 6                                   | Slovaquie  |
| 7                                   | Allemagne  |
| 8                                   | États-Unis |
| 9                                   | Italie     |
| 10                                  | France     |
| 11                                  | Norvège    |
| 12                                  | Autriche   |

### Meilleurs pointeurs
Pour les significations des abréviations, voir Statistiques du hockey sur glace.
|    | Joueur         | PJ | B | A | Pts | Pun |
| -- | -------------- | -- | - | - | --- | --- |
| 1  | Žigmund Pálffy | 8  | 3 | 7 | 10  | 8   |
| 2  | Miroslav Šatan | 8  | 9 | 0 | 9   | 0   |
| 3  | Peter Šťastný  | 8  | 5 | 4 | 9   | 9   |
| 4  | Håkan Loob     | 8  | 4 | 5 | 9   | 2   |
| 5  | Gates Orlando  | 7  | 3 | 6 | 9   | 41  |
| 6  | Patrik Juhlin  | 8  | 7 | 1 | 8   | 16  |
| 7  | Jiří Kučera    | 8  | 6 | 2 | 8   | 4   |
| 8  | Marty Dallman  | 7  | 4 | 4 | 8   | 8   |
| 9  | Mika Nieminen  | 8  | 3 | 5 | 8   | 0   |
| 10 | David Sacco    | 8  | 3 | 5 | 8   | 12  |
| 11 | Peter Forsberg | 8  | 2 | 6 | 8   | 6   |
| 12 | Brian Rolston  | 8  | 7 | 0 | 7   | 8   |
| 13 | Roger Hansson  | 8  | 5 | 2 | 7   | 4   |
| 14 | Saku Koivu     | 8  | 4 | 3 | 7   | 12  |
| 15 | Ville Peltonen | 8  | 4 | 3 | 7   | 0   |

## Médaillés
| Épreuves         | Or | Argent | Bronze |
| ---------------- | --- | --- | --- |
| Tournoi masculin | Suède Håkan Algotsson Tomas Jonsson Christian Due-Boje Patrik Juhlin Leif Rohlin Magnus Svensson Roger Hansson Håkan Loob Fredrik Stillman Stefan Örnskog Niklas Eriksson Daniel Rydmark Jonas Bergqvist Kenny Jönsson Jörgen Jönsson Peter Forsberg Charles Berglund Andreas Dackell Mats Näslund Patric Kjellberg Roger Johansson Tommy Salo | Canada Corey Hirsch Adrian Aucoin Derek Mayer Brad Werenka Ken Lovsin Todd Hlushko Fabian Joseph Paul Kariya Dwayne Norris Greg Johnson Brian Savage Wally Schreiber Todd Warriner Greg Parks Mark Astley Jean-Yves Roy Christopher Kontos David Harlock Manny Legace Allain Roy Chris Therien Brad Schlegel Petr Nedvěd | Finlande Pasi Kuivalainen Marko Kiprusoff Erik Hämäläinen Timo Jutila Pasi Sormunen Janne Ojanen Esa Keskinen Saku Koivu Janne Laukkanen Marko Palo Raimo Helminen Mika Alatalo Ville Peltonen Jere Lehtinen Hannu Virta Sami Kapanen Mika Strömberg Tero Lehterä Petri Varis Jukka Tammi Jarmo Myllys Mika Nieminen Mikko Mäkelä |